# Zoi Sadowski-Synnott
Zoi Sadowski-Synnott (Sídney, Australia, 6 de marzo de 2001) es una deportista neozelandesa que compite en snowboard, especialista en las pruebas de slopestyle y big air.
Participó en dos Juegos Olímpicos de Invierno, obteniendo tres medallas, bronce en Pyeongchang 2018, en la prueba de big air, y dos en Pekín 2022, oro en slopestyle y plata en big air.
Ganó seis medallas en el Campeonato Mundial de Snowboard entre los años 2017 y 2025. Adicionalmente, consiguió once medallas en los X Games de Invierno.

## Medallero internacional
| Juegos Olímpicos   | Juegos Olímpicos            | Juegos Olímpicos  | Juegos Olímpicos |
| Año                | Lugar                       | Medalla           | Prueba           |
| ------------------ | --------------------------- | ----------------- | ---------------- |
| 2018               | Pyeongchang (Corea del Sur) | Medalla de bronce | Big air          |
| 2022               | Pekín (China)               | Medalla de oro    | Slopestyle       |
| 2022               | Pekín (China)               | Medalla de plata  | Big air          |
| Campeonato Mundial |                             |                   |                  |
| Año                | Lugar                       | Medalla           | Prueba           |
| 2017               | Sierra Nevada (España)      | Medalla de plata  | Slopestyle       |
| 2019               | Park City (Estados Unidos)  | Medalla de oro    | Slopestyle       |
| 2021               | Aspen (Estados Unidos)      | Medalla de oro    | Slopestyle       |
| 2021               | Aspen (Estados Unidos)      | Medalla de plata  | Big air          |
| 2023               | Bakuriani (Georgia)         | Medalla de plata  | Slopestyle       |
| 2025               | Engadina (Suiza)            | Medalla de oro    | Slopestyle       |

| X Games de Invierno | X Games de Invierno    | X Games de Invierno | X Games de Invierno |
| Año                 | Lugar                  | Medalla             | Prueba              |
| ------------------- | ---------------------- | ------------------- | ------------------- |
| 2019                | Aspen (Estados Unidos) | Medalla de oro      | Slopestyle          |
| 2019                | Aspen (Estados Unidos) | Medalla de plata    | Big air             |
| 2021                | Aspen (Estados Unidos) | Medalla de plata    | Slopestyle          |
| 2021                | Aspen (Estados Unidos) | Medalla de bronce   | Big air             |
| 2020                | Hafjell (Noruega)      | Medalla de oro      | Slopestyle          |
| 2022                | Aspen (Estados Unidos) | Medalla de oro      | Big air             |
| 2022                | Aspen (Estados Unidos) | Medalla de oro      | Slopestyle          |
| 2023                | Aspen (Estados Unidos) | Medalla de oro      | Slopestyle          |
| 2023                | Aspen (Estados Unidos) | Medalla de plata    | Big air             |
| 2025                | Aspen (Estados Unidos) | Medalla de oro      | Slopestyle          |
| 2025                | Aspen (Estados Unidos) | Medalla de bronce   | Big air             |